# Chery Tiggo 8

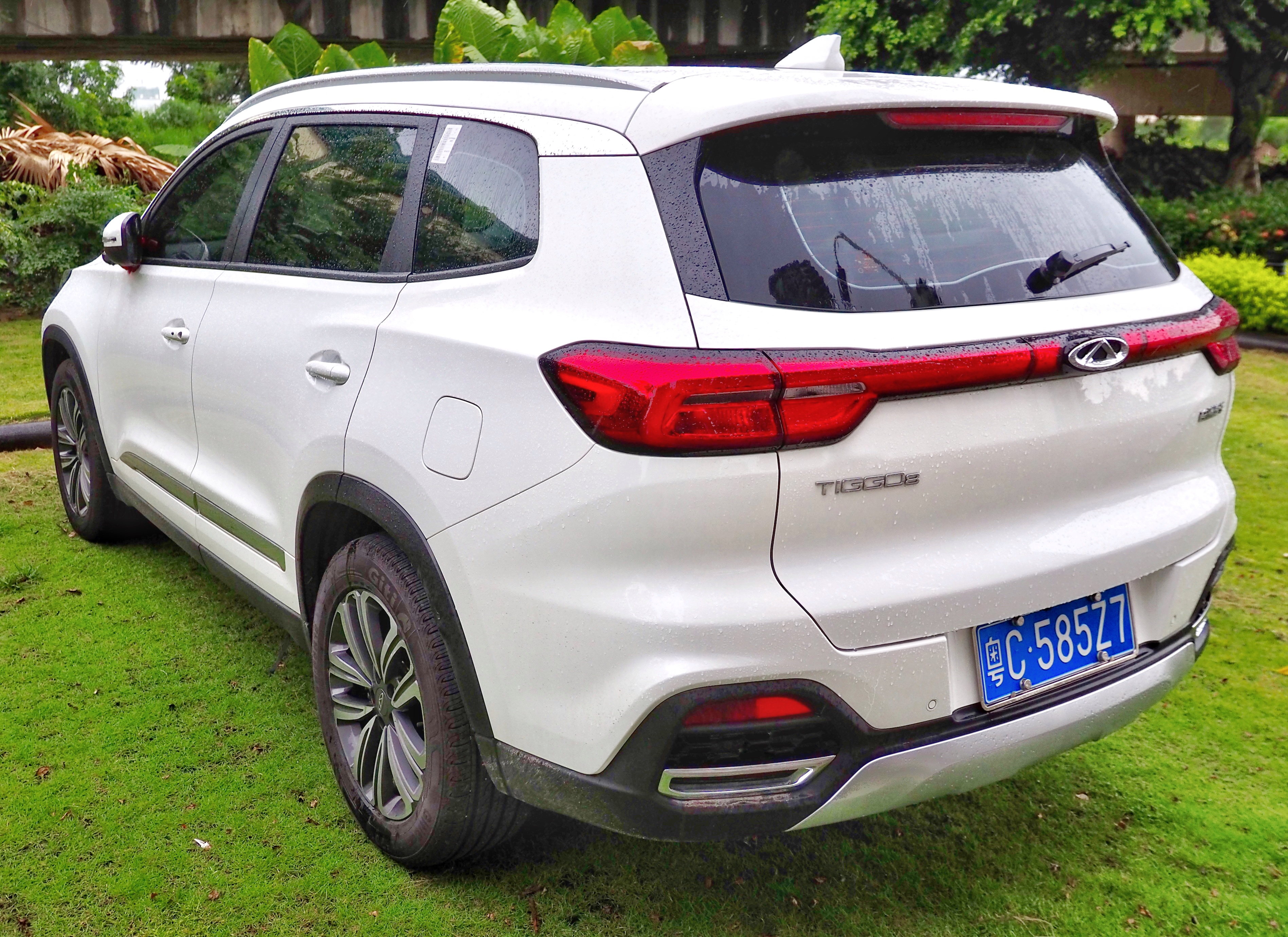
Heckansicht

Der Chery Tiggo 8 ist ein SUV des chinesischen Automobilherstellers Chery Automobile, das zwischen Tiggo 7 und Tiggo 8 Plus positioniert ist.

## Geschichte
Das Fahrzeug wurde Anfang 2018 vorgestellt. Seit April 2018 ist es auf dem chinesischen Markt erhältlich. Serienmäßig hat der Tiggo 8 fünf Sitzplätze, gegen Aufpreis ist er als Sechs- oder Siebensitzer erhältlich. Der 2023 eingeführte Kaiyi Kunlun basiert auf dem Tiggo 8.

## Technische Daten
Zum Marktstart gab es das SUV ausschließlich mit einem aufgeladenen 1,5-Liter-Ottomotor mit 108 kW (147 PS), der auch in den kleineren Tiggo-Modellen eingesetzt wird. Im Frühjahr 2019 folgte ein aufgeladener 1,6-Liter-Ottomotor mit 145 kW (197 PS) wie im Exeed TX. Im Juli 2021 folgte noch ein aufgeladener 2,0-Liter-Ottomotor mit 187 kW (254 PS).
|                                            | 1.5TCI                             | 1.5TCI                             | 1.6TGDI                          | 2.0TGDI                          |
| ------------------------------------------ | ---------------------------------- | ---------------------------------- | -------------------------------- | -------------------------------- |
| Bauzeitraum                                | 04/2018–05/2019                    | seit 05/2019                       | seit 05/2019                     | seit 07/2021                     |
| Motorkenndaten                             |                                    |                                    |                                  |                                  |
| Motorart                                   | Ottomotor                          | Ottomotor                          | Ottomotor                        | Ottomotor                        |
| Motorbauart                                | R4                                 | R4                                 | R4                               | R4                               |
| Hubraum                                    | 1498 cm³                           | 1498 cm³                           | 1598 cm³                         | 1998 cm³                         |
| max. Leistung bei min−1                    | 108 kW (147 PS) / 5500             | 115 kW (156 PS) / 5500             | 145 kW (197 PS) / 5500           | 187 kW (254 PS) / 5500           |
| max. Drehmoment bei min−1                  | 210 Nm / 1750–4000                 | 230 Nm / 1750–4000                 | 290 Nm / 2000–4000               | 390 Nm / 1750–4000               |
| Kraftübertragung                           |                                    |                                    |                                  |                                  |
| Antrieb                                    | Vorderradantrieb                   | Vorderradantrieb                   | Vorderradantrieb                 | Vorderradantrieb                 |
| Getriebe, serienmäßig                      | 6-Gang-Schaltgetriebe              | 6-Gang-Schaltgetriebe              | 7-Stufen-Doppelkupplungsgetriebe | 7-Stufen-Doppelkupplungsgetriebe |
| Getriebe, serienmäßig                      | [6-Stufen-Doppelkupplungsgetriebe] | [6-Stufen-Doppelkupplungsgetriebe] | —                                | —                                |
| Messwerte                                  |                                    |                                    |                                  |                                  |
| Höchstgeschwindigkeit                      | 190 km/h                           | 190 km/h                           | 200 km/h                         | 210 km/h                         |
| Beschleunigung, 0–100 km/h                 | k. A. [10,8 s]                     | k. A.                              | 9,2 s                            | k. A.                            |
| Kraftstoffverbrauch auf 100 km, kombiniert | 7,1 l Super [7,2 l Super]          | 7,3 l Super [7,4 l Super]          | 7,4 l Super                      | 7,0 l Super                      |
| Tankinhalt                                 | 51 l                               | 51 l                               | 51 l                             | k. A.                            |
| Abgasnorm                                  | China V                            | China VI                           | China VI                         | China VI                         |

- Werte in Klammern für Modelle mit optionalem Getriebe.